# シベリア文太
シベリア文太（シベリアぶんた、1964年5月24日 - ）は、日本のお笑い芸人。旧名、越後屋 文太。本名、玉村 輝彦（たまむら てるひこ）。
福井県出身。吉本興業所属。

## 来歴・人物
新喜劇の研究生として
1986年にオーディションで吉本入り。吉本新喜劇の研究生になり、同時に心斎橋筋2丁目劇場にも出演。この頃はまだ本名で活動していた。新喜劇退団後は漫談に転向し、顔が菅原文太に似ていてモノマネをやっていたので、越後屋文太に改名する。しかし売れず、1990年に創設された福岡吉本に一時期、出向の形で所属していたこともある。
苦悩する芸風と芸名改名
芸風は観客を寒さのどん底に突き放すスベリ芸。あまりにウケないため、シベリア文太に再度改名した。一部には根強いファンもいて、島田紳助も大変気に入っていた。このため、『クイズ!紳助くん』の「なにわ突撃隊」にメンバーとして採用されていた。
東京進出・間寛平の門下へ
関西でブレイクしないまま、無謀にも東京進出、同時に間寛平の付き人をはじめる。東京でもブレイクはしていないが、他の芸人にエピソードを語られることがある｡

## 芸風・エピソード
- 滑舌が非常に悪い。
  - やりすぎコージーのドライブ企画で、音声認識タイプのカーナビが誤認識を連発した。
  - 野性爆弾ロッシーの滑舌亭一門の門下生でもあり「滑舌亭玉村輝彦」を命名される。
  - 居酒屋を出てバイクに跨ったところを警察に呼び止められた際に、本人は酒を飲んでいなかったにもかかわらず、滑舌の悪さのため「ベロベロやないか」と言われてしまったという。
- 2009年頃に、新聞の苦情の電話係、というアルバイトをしていた[1]。
- しゃべりの話し出しは「ようこそ笑いの国へ」である。
- 両耳にパンを挟んで「僕の、僕のファンの人?面食い!」「やっぱ!!パンの耳は聞こえにくいなぁ～」「わしゃぁ～、菅原文太じゃんけんぽん!」というギャグがある。
- 珠算一級の資格を持つ。
- 博多華丸・大吉の福岡時代の教育係だった（福岡吉本の1期生で右も左も分からなかった二人に先輩として文太を事務所が大阪からスカウトした）。
- 福井県の「ふくいブランド大使」に就任している。

## 出演

### テレビ番組
- クイズ!紳助くん（ABCテレビ）(なにわ突撃隊として出演)
- スタぴか!（よみうりテレビ）
- Doの夜はとことん（テレビ西日本）
- ジャイケルマクソン（毎日放送）
- タモリのSUPERボキャブラ天国（フジテレビ、ボキャブラ発表会 ザ・ヒットパレード）- キャッチコピーは「仁義なき男」
- UN FACTORY カボスケ（フジテレビ）
- 秘密のケンミンSHOW 極 VTRのみ出演

### テレビドラマ
- スペシャリスト 第7話（テレビ朝日） - 猪鹿さん 役

### 映画
- イヌ(2002年の日本映画：ホモ役)
- 朝子(2006年の映画)
- 津山 遥かなり 文太の花道（主人公：文太 役）
- シベリア文太の怪盗くいしん坊 （2023年の映画　主演：コング役）

### Vシネマ
- パッパカパー　1〜4 (1993年)